# Museo de Antioquia

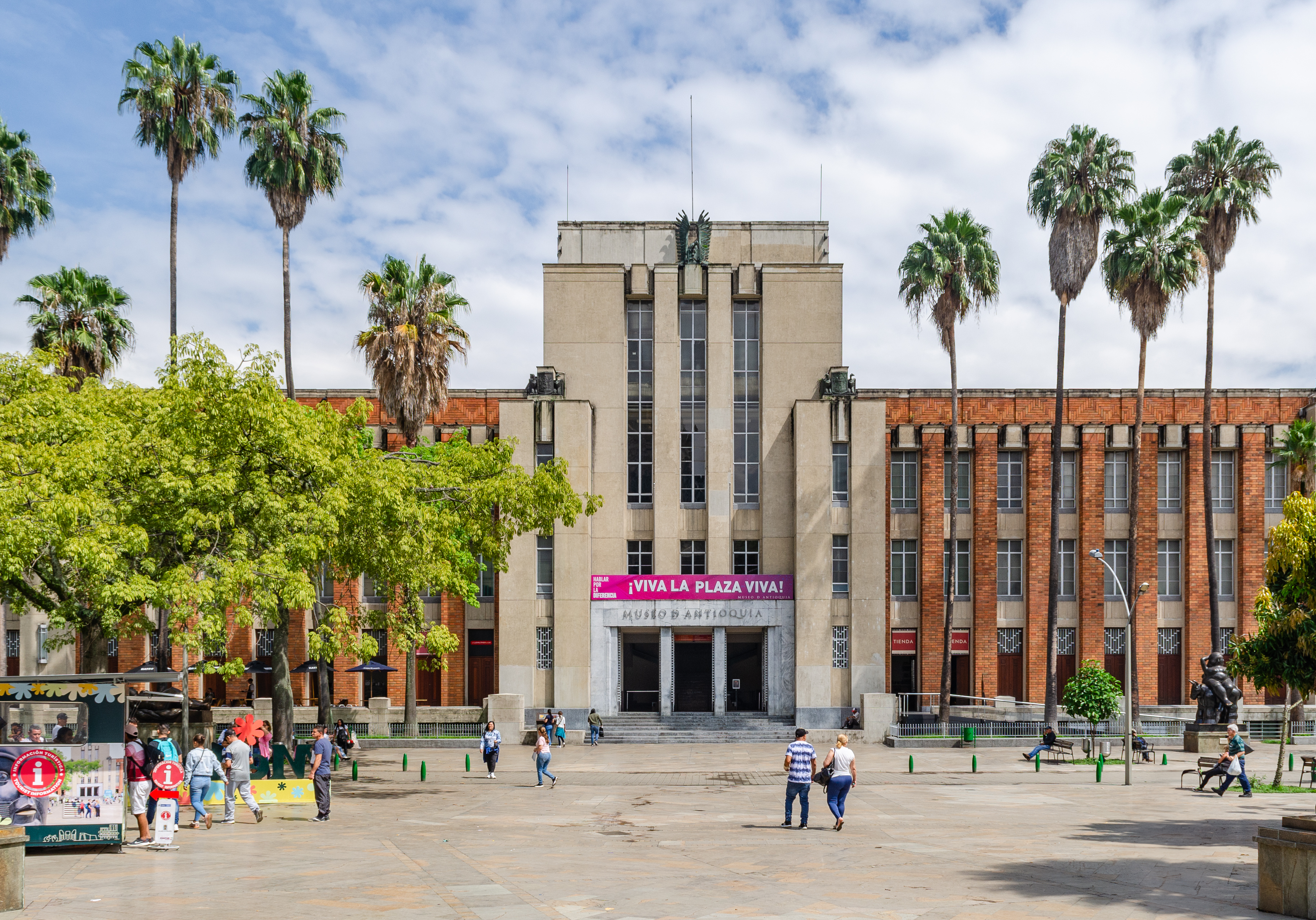
Denkmalgeschütztes Gebäude des Museo de Antioquia an der Plaza Botero (2023)

Das Museo de Antioquia (auch bekannt als Museo y Biblioteca de Zea) ist ein Natur- und Kulturmuseum in der zweitgrößten kolumbianischen Stadt Medellín.

## Geschichte
Das Museum von Antioquia wurde am 29. November 1881 von der Regierung des damaligen souveränen Departamento de Antioquia mit dem Namen Museo y Biblioteca de Zea, zu Ehren des Botanikers und Diplomaten Francisco Antonio Zea gegründet. Am 20. Juli 1882 fand die offizielle Eröffnung am ersten Standort im „Parque Berrio“ statt. Im Jahre 1905 wurde im Anhang zu Dekret 513 das Zea Museum und die Bibliothek der Universität von Antioquia zugeteilt und Tulio Ospina, der damalige Präsident und Direktor der Institution nahm die wissenschaftliche Klassifizierung der Mineraliensammlung vor.
Bedingt durch den kontinuierlichen Ausbau der Sammlungen und der Bibliothek wurde Ende der 1970er Jahre die Räumlichkeiten zu klein. Im Jahr 1988 schenkte die Bank Banco Hipotecario de Colombia dem Museum einen historischen Gebäudekomplex mit einer bebauten Grundfläche von 9.840 m² und zwei Innenhöfen (Patio) mit botanischer Gartenanlage. Der Komplex beherbergt heute neben den zahlreichen Ausstellungsräumen in drei Etagen, eine Bibliothek, ein Restaurant, zwei Cafés und sanitäre Einrichtungen.
April 2012 anlässlich des 80. Geburtstages von Fernando Botero wurden seine Werke im Museum de Antioquia ausgestellt. Der Künstler Botero beschloss daraufhin, die gesamte Serie von Gemälden und Zeichnungen seiner zahlreichen Skulpturen dem Museum zu spenden.